# Трунов, Владимир Борисович
Владимир Борисович Трунов (1918 — 1991) — советский партийный и государственный деятель.

## Биография
Окончил Тульский механический институт (1946).
После учёбы работал младшим научным сотрудником Белорусского научно-исследовательского института строительных материалов.
В 1948 — 1951 годах работал на Минском инструментальном заводе Министерства станкостроения СССР, занимал должности начальника Технического отдела, главного инженера, заместителя директора.
С 1951 года на партийной работе — секретарь Фрунзенского районного комитета КП(б) Беларуси, партийный организатор ЦК ВКП(б)—КПСС Минского автомобильного завода.
В 1953 — 1955 годах — 1-й секретарь Заводского районного комитета КПБ.
После работал в Витебске вторым секретарем Витебского областного комитета КПБ (1955—1956), председателем Исполнительного комитета Витебского областного Совета (1959—1963), первым секретарем Витебского промышленного областного комитета КПБ (1963—1964) и снова вторым секретарем
Витебского областного комитета КПБ (1964—1968).
В 1968 году возглавил вновь образованное Министерство коммунального хозяйства БССР.
После работал директором Белорусского республиканского объединения «Вторчермет».